# Hirschberg an der Bergstraße
Hirschberg an der Bergstraße è un comune tedesco di 9 498 abitanti, situato nel land del Baden-Württemberg.

## Amministrazione

### Gemellaggi
- Brignais, dal 1986